# 西小坂井駅
西小坂井駅（にしこざかいえき）は、愛知県豊川市伊奈町前山にある、東海旅客鉄道（JR東海）東海道本線の駅である。駅番号はCA43。
運行形態の詳細は「東海道線 (名古屋地区)」を参照。

## 概要
飯田線小坂井駅の西に位置しており、当駅のほうが開業が遅い。軍需工場の引き込み線用の西伊奈信号場として開設された。太平洋戦争後に西小坂井駅として開業し、引き込み線は富士紡績小坂井工場の貨物専用線となった。小規模駅ながら約4万8,000 m2の広大な敷地を有する。かつて駅業務は15名程度の駅員のうち日本交通観光社の委託職員が数名であったが、東海交通事業への委託の後、2017年に無人化された。

## 歴史
- 1945年（昭和20年）6月10日：国鉄東海道本線の豊橋 - 御油（現・愛知御津）間に西伊奈信号場（にしいなしんごうじょう）開設[5]。
- 1948年（昭和23年）8月1日：同信号場を一般駅化[5]。西小坂井駅開業[3]。
- 1972年（昭和47年）3月1日：貨物の取扱を廃止[5]。
- 1984年（昭和59年）2月1日：荷物の取扱を廃止[5]。
- 1987年（昭和62年）4月1日：国鉄分割民営化により東海旅客鉄道の駅となる[5]。
- 2006年（平成18年）11月25日：TOICA導入。
- 2017年（平成29年）
  - 9月30日：JR全線きっぷうりばの営業を終了[6]。
  - 10月1日：集中旅客サービスシステム（現・お客様サポートサービス）の使用開始に伴い終日無人化[6][4]。

## 駅構造
島式ホーム2面4線のホームを有する地上駅である。上りホームに柵が設置されており、旅客列車が発着できるのは2面3線である。2番線が上り本線、3番線が下り本線、4番線が下り1番線である。上り本線の隣に上り1番線、下り本線の隣に下り2番線があり、回送列車の待避などで使われている。
夜間留置が設定されており、乗務員宿泊所も併設している。
下り線から直接上り1番線へ向かうことができないため、上り1番線で夜間留置する回送列車は隣の愛知御津駅で折り返してから入線する。
豊橋駅を快速・新快速・特別快速の数分前に発車した普通列車は、この駅または愛知御津駅で追い越される。
豊川駅が管理する無人駅である。なお、当駅以東の東海道本線では静岡県の由比駅まで無人駅が存在しない。
駅舎は単式ホーム北側にあり、上下線ホームとは跨線橋で繋がっている。駅舎内には自動券売機（TOICA対応）が1台、簡易型自動改札機（TOICA対応）が設置されている。改札内にトイレとベンチ2台、改札外にキヨスク（東海キヨスク）があったが2009年（平成21年）10月31日をもって閉店した。エスカレーター・エレベーター等の設備は一切ない。
かつては駅の北西にある富士紡績小坂井工場へ至る専用線が駅から分岐していたが、1972年（昭和47年）ごろに廃止された。

### のりば
| 番線 | 路線          | 方向 | 行先             |
| ---- | ------------- | ---- | ---------------- |
| 2    | CA 東海道本線 | 上り | 豊橋・浜松方面   |
| 3・4 | CA 東海道本線 | 下り | 岡崎・名古屋方面 |

※ 下り列車については日中時間帯は3番線と4番線を交互に使用している。日中時間帯以外はすべて3番線を使用する。4番線から豊橋方面への発車も可能である。

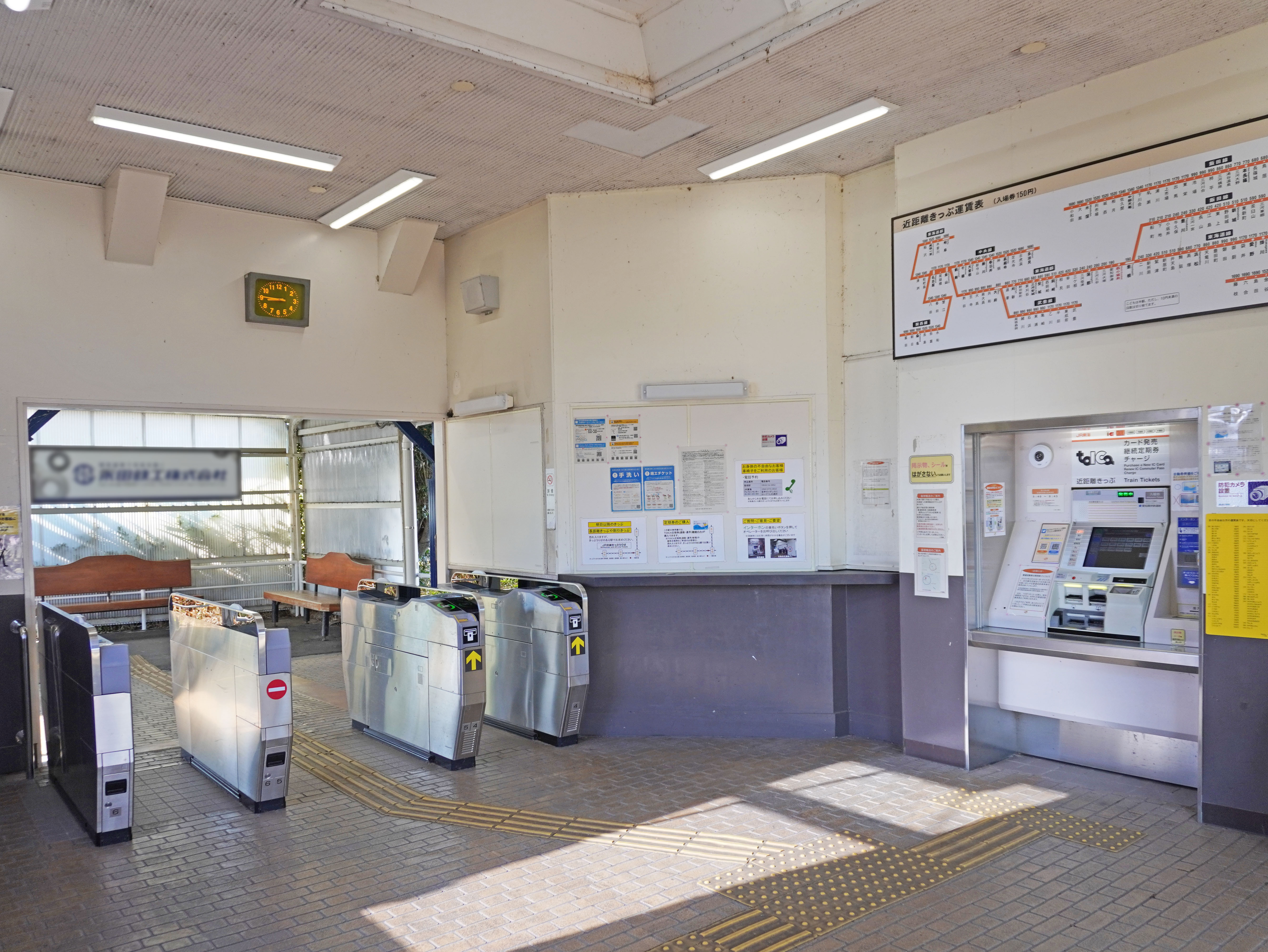
改札口（2022年10月）
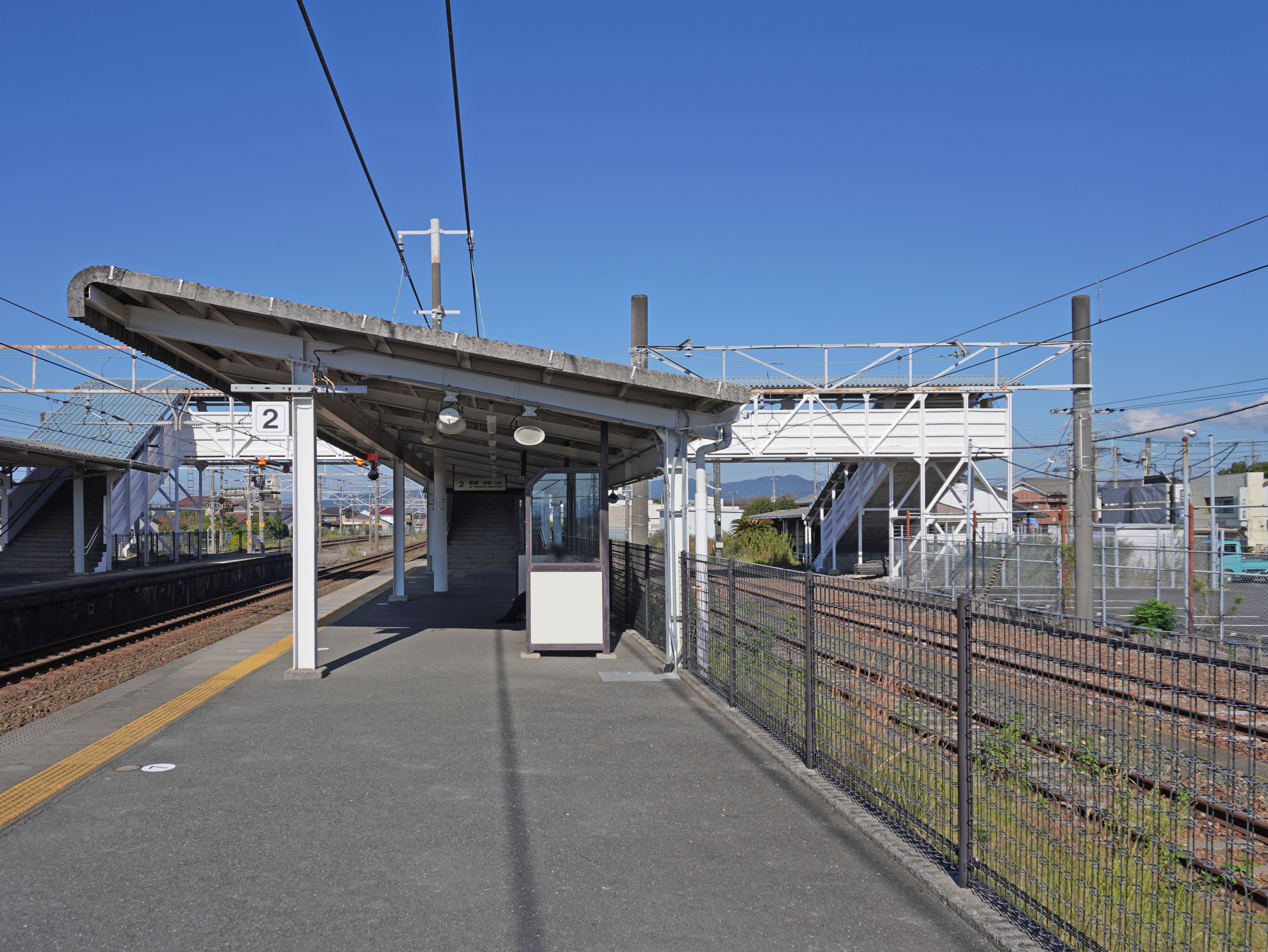
2番線ホーム（2022年10月）
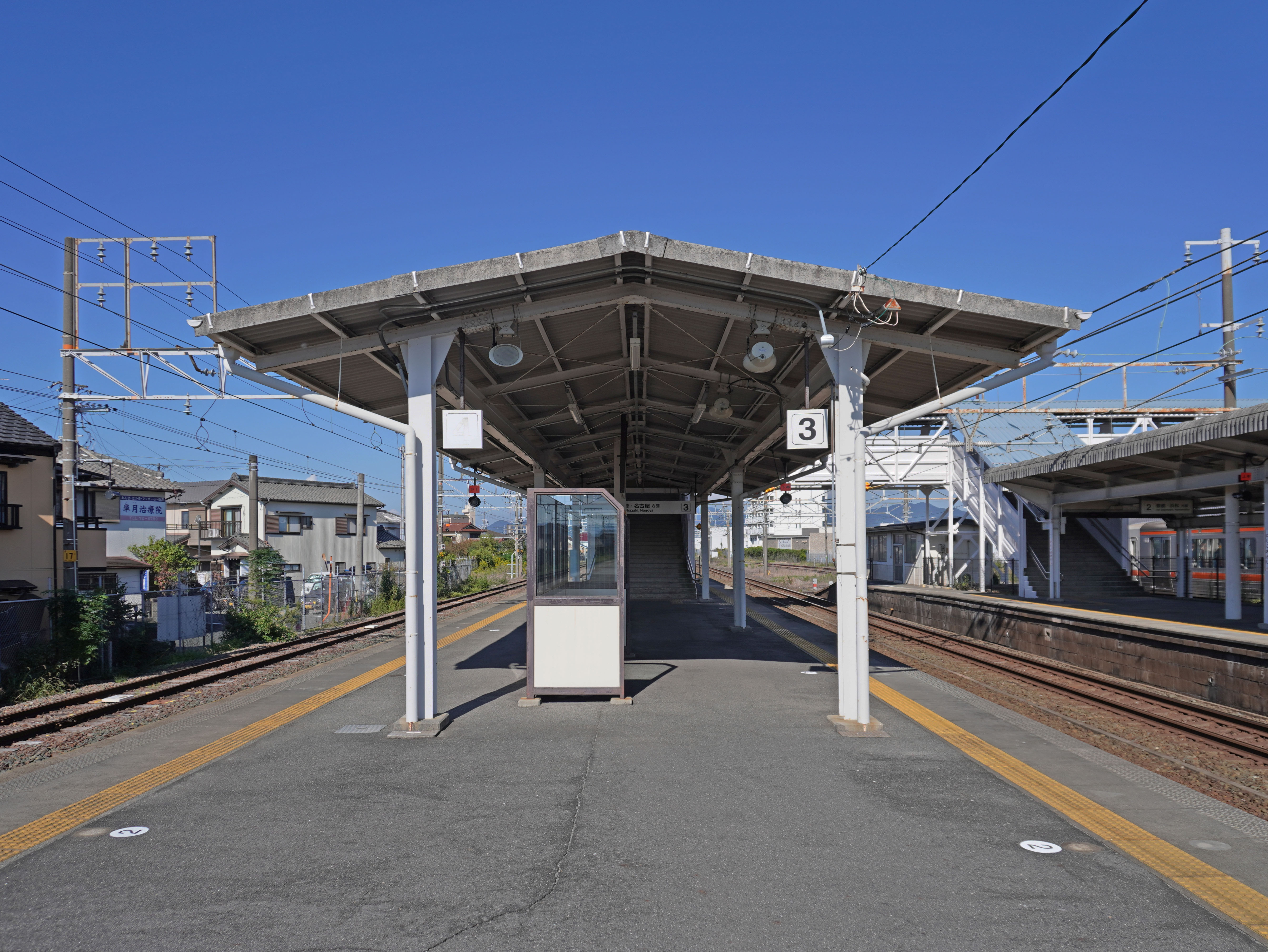
3・4番線ホーム（2022年10月）
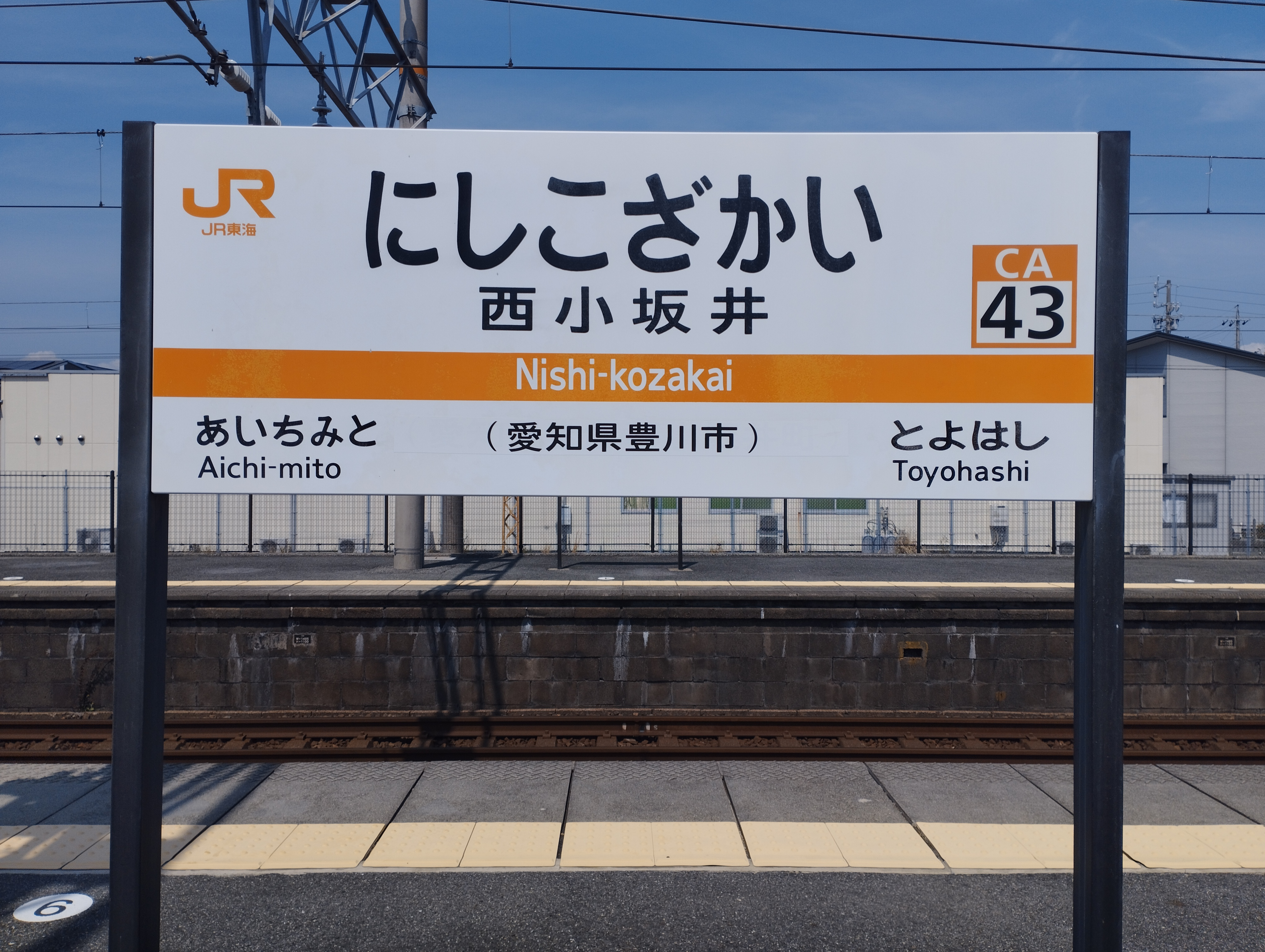
駅名標（2024年4月）

## 利用状況
「豊川市の統計」によると、1日あたりの乗車人員は以下の通りである。
| 年度               | 人数  |
| ------------------ | ----- |
| 2005年（平成17年） | 1,070 |
| 2006年（平成18年） | 1,047 |
| 2007年（平成19年） | 1,042 |
| 2008年（平成20年） | 1,033 |
| 2009年（平成21年） | 1,276 |
| 2010年（平成22年） | 1,286 |
| 2011年（平成23年） | 1,279 |
| 2012年（平成24年） | 1,283 |
| 2013年（平成25年） | 1,268 |
| 2014年（平成26年） | 1,184 |
| 2015年（平成27年） | 1,191 |
| 2016年（平成28年） | 1,192 |
| 2017年（平成29年） | 1,212 |
| 2018年（平成30年） | 1,215 |
| 2019年（令和元年） | 1,178 |
| 2020年（令和02年） | 811   |

## 駅周辺
- 西小坂井郵便局
- 蒲郡信用金庫小坂井支店
- 豊川信用金庫小坂井支店
- 日本トレクス本社・本社事業所
- 雪印メグミルク豊橋工場（旧雪印豊橋工場）
- フジボウ小坂井工場（旧・富士紡績小坂井工場）
- カゴメ小坂井工場
- スギ薬局小坂井店
- ドミー 小坂井店
- カルナドラッグストア小坂井店
- 名鉄名古屋本線 伊奈駅（徒歩10分）
- 豊川市小坂井文化会館（フロイデンホール）
- 豊川市立小坂井西小学校
- 豊川市立小坂井中学校
- 豊川市役所小坂井支所（旧・小坂井町役場）

## バス路線
豊川市コミュニティバスゆうあいの里小坂井線の「西小坂井駅」バス停があり、伊奈駅、小坂井支所、市民病院、市役所、ぎょぎょランドを経由してゆうあいの里までを結んでいる。
2008年11月より総合青山病院による無料送迎バスが、町内3駅と新・旧青山病院を結んでいる。

## 隣の駅
東海旅客鉄道（JR東海）
CA 東海道本線
■特別快速・■新快速・■快速
通過
■区間快速・■普通
豊橋駅 (CA42) - 西小坂井駅 (CA43) - 愛知御津駅 (CA44)